# Ilse Tietge
Ilse Tietge (* 4. Dezember 1904 in Berlin, + vermutlich Ende 20. Jh.) war eine deutsche Schriftstellerin und Journalistin.

## Leben
Ilse Tietge besuchte die Höhere Handelsschule und arbeitete nach dem Abschluss bei der Kodak. Ab 1932 arbeitete sie als freie Journalistin für verschiedene Zeitungen. Im Jahre 1933 war Tietge beteiligt an der von dem Dänen Pieter H. Fergo gegründeten „die junge dame Verlagsgesellschaft m.b.H.“ in Berlin und anfangs einzige Redakteurin. Bis 1935 war sie Chefredakteurin der Frauenzeitschrift Die junge Dame.
Als Schriftstellerin veröffentlichte Tietge erzählende Literatur, die z. T. mit Bildern illustriert war, u. a. von Otto Adolf Brasse und Hanna Nagel.
Tietges Capri-Erzählung „Die Insel der Cynthia“ von 1944, die einen Einfluss aus der nationalsozialistischen Ideologie aufweist, wurde 1950 als Neuedition im Verlag „Der Greif“ veröffentlicht.
Im Jahre 1991 erschien eine Tietge-Erzählung in dem von Renate Seydel herausgegebenen Hiddensee-Lesebuch.

## Publikationen
- Janny packt das Leben an, 1938.
- Diana fährt nach Schweden, 1939.
- Junges Herz im fremden Land, 1940.
- Die Insel der Cynthia, 1944, Neuedition 1950.
- Die Insel, 1954.
- Ich heiße Maria. In: Hiddensee. Ein Lesebuch. Hrsg. v. Renate Seydel, Ullstein Verlag, 1991. ISBN 3-550-06506-X. S. 220.